# Östsvenska mål

Svenska språket nuvarande samt historiska utbredning.

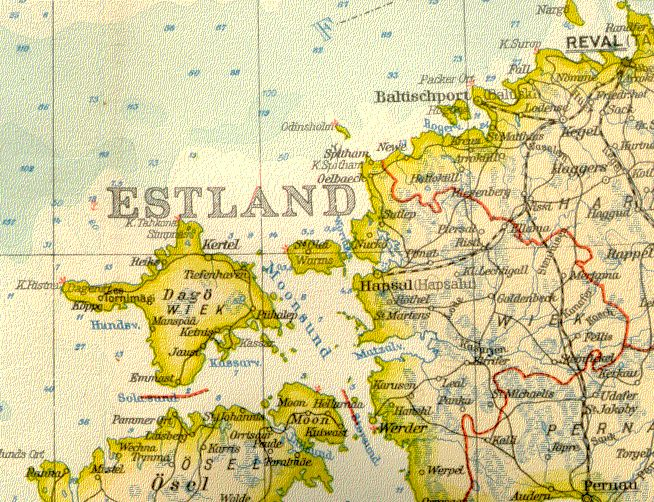
Gammal karta över västra Estland, med många svenska ortnamn

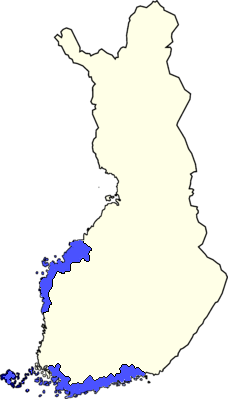
Områden markerade med blå är där den övervägande majoriteten av finlandssvenskar bor.

Östsvenska mål är ett av det svenska språkområdets sex olika dialektområden.
Till de östsvenska målen räknas de dialekter som talas eller har talats i Finland och Estland, samt Gammalsvenskbybornas dialekt.
Finlandssvenska dialekter talas i Finland, och delas traditionellt in i fyra huvudgrupper baserade på historiska landskap:
- Österbottniska (nordlig, central och sydlig)
- Åländska (östlig och västlig)
- Åboländska (östlig och västlig)
- Nyländska (västlig, central och östlig)

Estlandssvenska dialekter talas traditionellt i Estlands västra kustområden, samt i Gammalsvenskby i Ukraina, vars befolkning ursprungligen kom från Dagö. På grund av estlandssvenskarnas flykt till Sverige under Andra världskriget är dessa dialekter idag utdöende.